# Trapezonotus anorus
Trapezonotus anorus är en insektsart som först beskrevs av Flor 1860.  Trapezonotus anorus ingår i släktet Trapezonotus, och familjen fröskinnbaggar. Arten är reproducerande i Sverige.